# GFRA4
GFRA4 (англ. GDNF family receptor alpha 4) – білок, який кодується однойменним геном, розташованим у людей на короткому плечі 20-ї хромосоми. Довжина поліпептидного ланцюга білка становить 299 амінокислот, а молекулярна маса — 31 670.
| 10         |  | 20         |  | 30         |  | 40         |  | 50         |
| ---------- |  | ---------- |  | ---------- |  | ---------- |  | ---------- |
| MVRCLGPALL |  | LLLLLGSASS |  | VGGNRCVDAA |  | EACTADARCQ |  | RLRSEYVAQC |
| LGRAAQGGCP |  | RARCRRALRR |  | FFARGPPALT |  | HALLFCPCAG |  | PACAERRRQT |
| FVPSCAFSGP |  | GPAPPSCLEP |  | LNFCERSRVC |  | RCARAAAGPW |  | RGWGRGLSPA |
| HRPPAAQASP |  | PGLSGLVHPS |  | AQRPRRLPAG |  | PGRPLPARLR |  | GPRGVPAGTA |
| VTPNYVDNVS |  | ARVAPWCDCG |  | ASGNRREDCE |  | AFRGLFTRNR |  | CLDGAIQAFA |
| SGWPPVLLDQ |  | LNPQGDPEHS |  | LLQVSSTGRA |  | LERRSLLSIL |  | PVLALPALL  |

A: Аланін

C: Цистеїн

D: Аспарагінова кислота

E: Глутамінова кислота

F: Фенілаланін

G: Гліцин

H: Гістидин

I: Ізолейцин

L: Лейцин

M: Метіонін

N: Аспарагін

P: Пролін

Q: Глутамін

R: Аргінін

S: Серин

T: Треонін

V: Валін

W: Триптофан

Кодований геном білок за функцією належить до рецепторів. 
Задіяний у такому біологічному процесі, як альтернативний сплайсинг. 
Локалізований у клітинній мембрані, мембрані.
Також секретований назовні.